# گریت اوز
گریت اوز رودی است که به دریای شمال می‌ریزد. این رود از کشور بریتانیا می‌گذرد و۲۳۰ کیلومتر (۱۴۳ مایل) طول دارد.